# 布倫希爾德峰
布倫希爾德峰（英語：Brunhilde Peak）是南極洲的山峰，座標77°38′S 161°28′E，位於維多利亞地，屬於阿斯加德山脈的一部分，由新西蘭南極名稱諮詢委員會命名，現時由南極條約體系管理。